# 栗山村

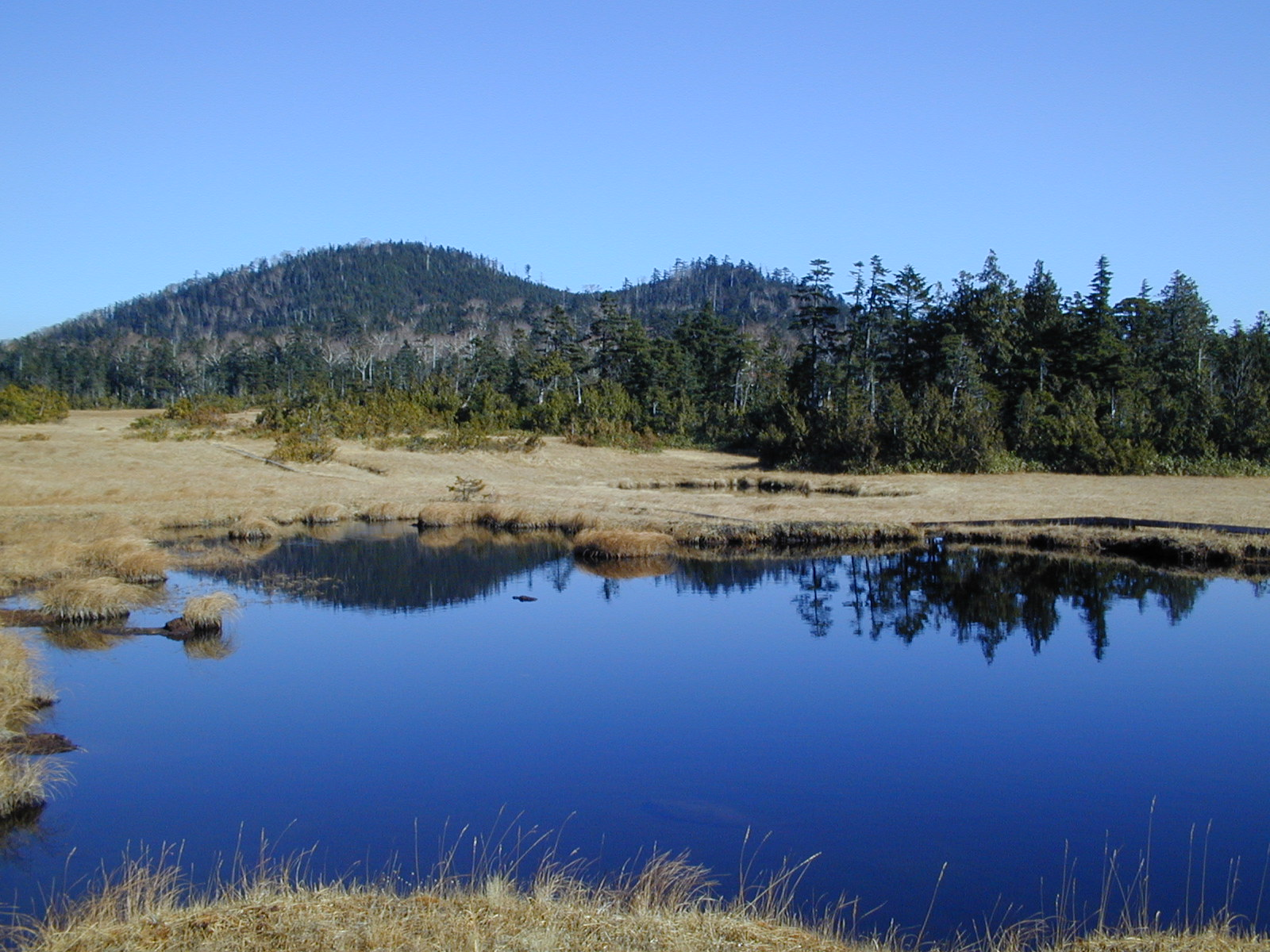
鬼怒沼

栗山村（くりやまむら）は、かつて関東地方の北部、栃木県北西部に存在した村。
2006年3月20日、今市市、（旧）日光市、足尾町、藤原町と合併し、新設された日光市の一部となった。県内の自治体としては最大の面積があり、周囲を険しい山々に囲まれた、過疎化が顕著な村であった。県内最後の村であり、この日以来、栃木県から村が消滅した。以前はダムで自立を目指していたこともあった 。

## 地理
栗山村の日常生活圏は栗山地区と湯西川地区に分かれる。
- 湖：川俣湖、八汐湖、五十里湖
- 川：湯西川、鬼怒川
- ダム：黒部ダム、川俣ダム、栗山ダム
- 峡谷：瀬戸合峡

## 歴史
- 1873年：栗山郷10か村（上栗山村・黒部村・野門村・土呂部村・川俣村・日蔭村・日向村・湯西川村・西川村・川治村）を管轄する栃木県第三大区三小区第十三事務所を日向村に設置する[5]。
- 1873年：黒部村に黒部村外九か村戸長役場を設置し、初代戸長（官選）に黒田与五平が就任する[5]。
- 1884年：川治村を藤原郷に移管する[6]。
- 1889年4月1日：上栗山村・黒部村・野門村・土呂部村・川俣村・日蔭村・日向村・湯西川村・西川村の9村が合併し、栗山村が発足。
- 1890年4月30日：村役場を黒部125番地に設置する[7]。
- 1951年11月：村役場を日蔭577番地（青柳）に移転する[8]。
- 1971年12月：村役場を日蔭575番地に移転する[8]。
- 2005年11月1日：上栗山の若間地区が大字若間として独立する[9]。
- 2006年3月20日：今市市、日光市、足尾町、藤原町と新設合併し、現在の日光市となる。

### 国有地および国有林野下戻し訴訟事件
1871年（明治5年）、地租改正が行われた当時、山林のほとんどは地域住民が所有する共有林であったが、税の負担を逃れるために所有を放棄。山林の大半は国へ返上され国有林となった。しかし1865年、国有林の自由伐採が禁じられ有償払い下げとなると、薪炭製造で生計を立てていた村人たちの生活は困窮していった。栗山村は政府に嘆願するも却下され、1905年（明治38年）に国有林の下戻し訴訟を行うも、長い間棚ざらしとなった。1950年（昭和25年）に実地調査が行われ、1952年（昭和27年）、48年目にして栗山村が勝訴。国有林は栗山村へ返還された。

## 提携都市
- 板橋区（ 東京都）：1984年災害援助協定締結[11]。

## 行政

### 歴代村長
| 代 | 村長       | 就任          |
| -- | ---------- | ------------- |
| 1  | 黒田与五平 | 1889年4月     |
| 2  | 山口丈七郎 | 1895年        |
| 3  | 井狩利祐   | 1898年        |
| 4  | 山口丈七郎 | 1903年        |
| 5  | 国分洗次郎 | 1904年        |
| 6  | 高山久之丞 | 1907年9月     |
| 7  | 国分洗次郎 | 1911年9月     |
| 8  | 山本五郎平 | 1913年2月     |
| 9  | 斎藤続次郎 | 1914年3月     |
| 10 | 山本五平   | 1920年3月30日 |
| 11 | 山口譲     | 1934年4月18日 |
| 12 | 大類元吉   | 1947年4月10日 |
| 13 | 山越英祐   | 1949年6月3日  |
| 14 | 福田岸三   | 1960年5月1日  |
| 15 | 山越久之助 | 1964年5月1日  |
| 16 | 大類喜太郎 | 1967年8月12日 |
| 17 | 斎藤喜美男 | 1979年8月12日 |
| 18 | 山越祐三郎 | 2002年4月     |
| 19 | 山越梯一   | 2003年10月    |

## 産業
伝統的な生業は林業と製材（木挽）で、冬は製炭、夏は養蚕を行っていた。高度経済成長期になると、ダム建設の開始により、ダム工事とそれに付随する道路工事に従事する村民が多くなった。
日露戦争（1904年 - 1905年）を前後して、鬼怒川でサンショウウオを捕獲し、燻製にして販売する副業を行う人が現れた。サンショウウオ漁は梅雨の時期に限られるが、多い年は50万匹獲れたという。

## 学校
- 栗山村立栗山小学校・中学校（併設）
- 栗山村立湯西川小学校・中学校（併設）

## 交通

### 鉄道路線
- 野岩鉄道
  - 会津鬼怒川線：湯西川温泉駅

### 道路
一般国道
- 国道121号・国道352号・国道400号（重複）

県道・主要地方道
- 栃木県道23号川俣温泉川治線
- 栃木県道169号栗山日光線
- 栃木県道249号黒部西川線

林道
- 奥鬼怒スーパー林道
- 山王林道

### バス
東武ダイヤルバス
- 鬼怒川温泉駅 - 川治温泉 - 湯西川温泉駅 - 湯西川温泉

栗山村営バス
- 鬼怒川温泉駅 - 川治温泉 - 青柳車庫前 - 川俣湖温泉民宿村 - 女夫渕
  - 1965年（昭和40年）時点では東武バスの路線で、川治温泉から川俣温泉まで2時間かかった[22]。

## 観光地
- 湯西川温泉
- 女夫渕温泉
- 川俣温泉
- 平家平温泉
- 奥鬼怒温泉郷
- 湯沢噴泉塔
- 平家の里

## その他

### ドキュメンタリー
- 新日本紀行「奥日光・平家村〜栃木県栗山村〜」（1974年、NHK）[26]